# Schwyzerörgeli
Schwyzerörgeli är ett schweiziskt dragspel som tidigare främst användes inom folkmusiken. Det är diatoniskt och har fått sitt namn efter kantonen Schwyz där det utvecklades. Tillägget örgeli betyder liten orgel på schweizertyska. Den moderna varianten har 31 diskantknappar och 18 basknappar och stämningen är anpassad till klarinettens klang.

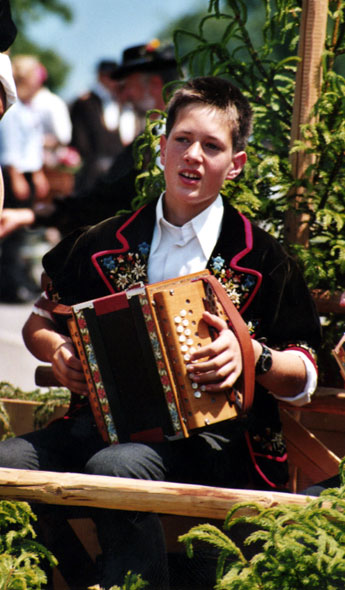
Ung musikant med Schwyzerörgeli.

De första dragspelen i Schweiz byggdes 1835 i Langnau i Emmental, troligen med inspiration från en harmonika som hade patenterats i Wien 1929. Den första kända Schwizerögeli skapades av Robert Jten, som bodde i Schindellegi, genom att bygga till en resonanslåda och en tredje rad knappar på ett befintligt instrument. Från 1885 försörjde han sig på att bygga instrument i Pfäffikon.
Från att tidigare enbart ha använts inom folkmusiken började dansbanden i Schweiz att spela på Schwyzerörgeli och klarinett runt förra sekelskiftet.